# 黑眼豆豆
黑眼豆豆（英語：Black Eyed Peas）是一支来自美国洛杉矶的嘻哈（Hip-hop）流行音乐团体，在全球都广受欢迎。该团体现在由will.i.am、apl.de.ap、Taboo三位成员组成，而該組合於2007年首季時取得葛萊美獎「最佳流行組合大奬」。
从2018年开始，来自菲律宾的J. Rey Soul成为了该乐团的“半正式”成员，在2020年发布的专辑《Translation》中的许多首歌曲有她的演唱，并且她也参与了之后的巡演。

## 發展時期
時間回溯到1989年，will.i.am（William Adams）和Apl.de.ap（Allen Pineda）在洛杉矶相遇且開始RAP及演出。在得到Jerry Heller（Eazy-E的老板）的外甥赏识之后，这对组合与Ruthless唱片签约（该公司由Eazy-E管理）。同时签约的还有他们的一个朋友，Dante Santiago。他们将这三人的组合称作Atban Klann。他们的首张专辑从未出版，因为公司认为该张专辑的正面主题不会受到市场及大众的欢迎。
在Eazy-E于1995年因爱滋病死去之后，Atban Klann重组成黑眼豆豆。will.i.am曾在专辑《Monkey Business》的封面上解释取这个名字的原因：“黑眼豆豆是灵魂的食物”。这个组合新加进了成员Taboo（原名Jaime Gomez），并邀请Kim Hill作乐队的固定背景和声。
2017年6月，一篇Billboard的文章指Fergie將退出樂團，後來被Will.i.am否認，並指Fergie只是因為要參與Double Duchess的創作而暫時休息。

## 专辑列表

### 大碟
- Behind the Front（英语：Behind the Front）（1998年）

美国排行榜第129位。
- Bridging the Gap（英语：Bridging the Gap (Black Eyed Peas album)）（2000年）

美国排行榜第67位，澳大利亚排行榜第37位。
- Elephunk（英语：Elephunk）（2003年）

美国排行榜第14位，英国第3位，澳大利亚第1位。美国唱片工业协会（RIAA）：双白金唱片。加拿大音樂協會（CRIA）：七重白金唱片。全球销量超过七百万张。
- Monkey Business（英语：Monkey Business (The Black Eyed Peas album)）（2005年）

美国排行榜第2位，英国第4位，加拿大第1位，澳大利亚第1位。美国唱片工业协会（RIAA）：三重白金唱片。加拿大音樂協會（CRIA）：六重白金唱片。全球销量超过八百八十万张。
- The E.N.D.（2009年）

美国排行榜第1位，英国第3位，加拿大第1位，澳大利亚第1位。專輯兩張單曲更霸佔告示牌單曲榜冠軍26週，〈Boom Boom Pow〉12週冠軍和〈I Gotta Feeling〉14週冠軍。
- The Beginning（英语：The Beginning (The Black Eyed Peas album)）（2010年）
- Masters of the Sun Vol. 1（英语：Masters of the Sun Vol. 1）（2018年）
- Translation （2020年）

### EP
- Renegotiations: The Remixes（英语：Renegotiations: The Remixes）（2006年）

### 葛萊美獎获奖记录
- 最佳饶舌双人组或团体演出

### 知名單曲
- 2003年 Where Is The Love?（no.8）
- 2005年 Don't Phunk With My Heart（no.3）
- 2005年 My Humps（no.3）
- 2006年 Pump It（no.18）
- 2009年 Boom Boom Pow（12週冠軍）
- 2009年 I Gotta Feeling（14週冠軍）
- 2010年 Imma Be（2週冠軍）
- 2010年 Rock That Body（no.9）
- 2010年 The Time (Dirty Bit)（no.9）
- 2011年 Just Can't Get Enough（no.3）

## 全美音樂大獎
- 最受歡迎流行/搖滾組合
- 最受歡迎Soul/R&B組合